# Čeští muzikanti
Čeští muzikanti, jinak také kašna na Senovážném náměstí, kašna čtyři řeky, kašna Pražské jaro nebo Tančící kašna je exteriérová kamenná kašna se čtyřmi bronzovými plastikami s hudebním motivem. Nachází se na Senovážném náměstí v městské čtvrti Nové Město městského obvodu Praha 1.

## Historie a popis díla
Kašnu Čeští muzikanti vytvořili čeští malíři a sochaři Anna Chromy (1940–2021), která vytvořila bronzové sousoší, a Jan Wagner (1941–2005), který vytvořil z hořického pískovce vlastní kašnu. Dílo vzniklo v roce 2002. Sousoší na kašně ztvárňuje muzikanty a muzikantky jako jednotlivé veletoky. Plastika s mandolínou je indická Ganga, plastika s flétnou je jihoamerická Amazonka, plastika s houslemi je evropský Dunaj a plastika s lesním rohem je severoamerická Mississippi. Sousoší bylo původně barevně upraveno, ale vlivem povětrnostních vlivů se barva ztratila. Muzikanti jsou vyjádřeni v pohybu. U fontány v záhonu květin je umístěno pítko vyrobené z pískovce a s kovovou koulí nahoře.
Dílo vhodně doplňuje sousední pátá bronzová solitérní plastika Nil, která vyjadřuje probouzející se africký veletok Nil.

## Další informace
Dílo je celoročně volně přístupné.

## Galerie

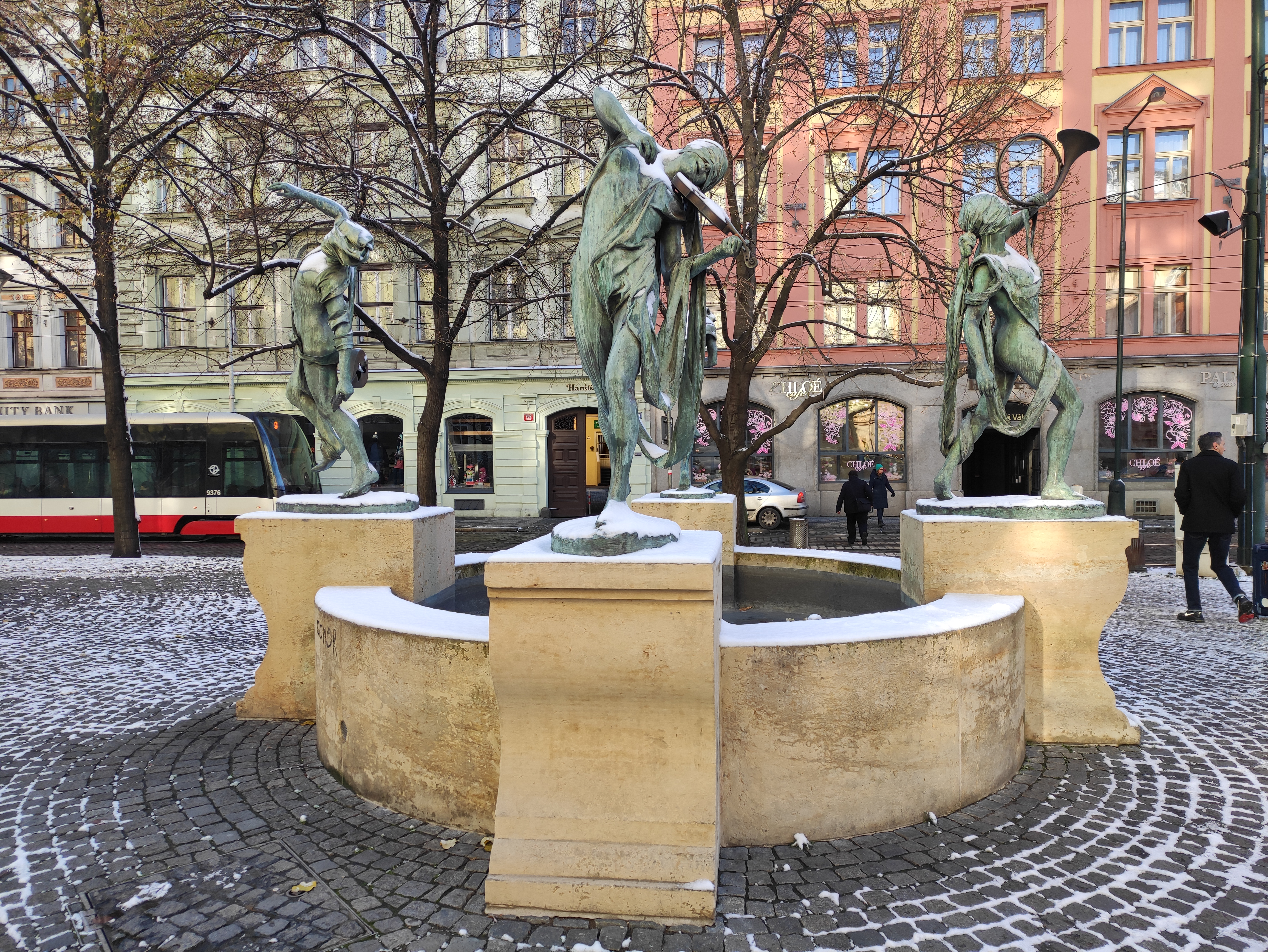
Celkový pohled na dílo
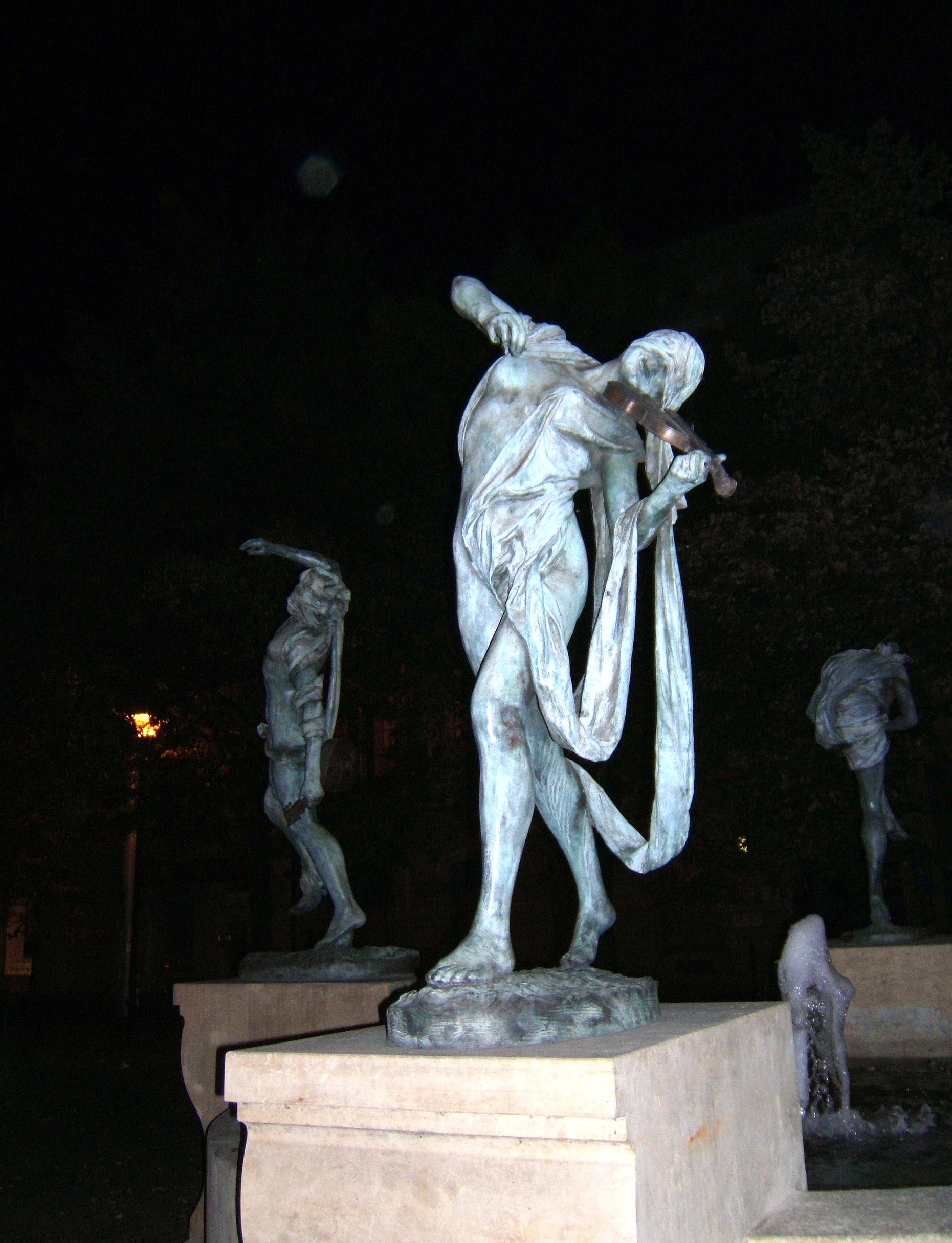
Dílo v noci
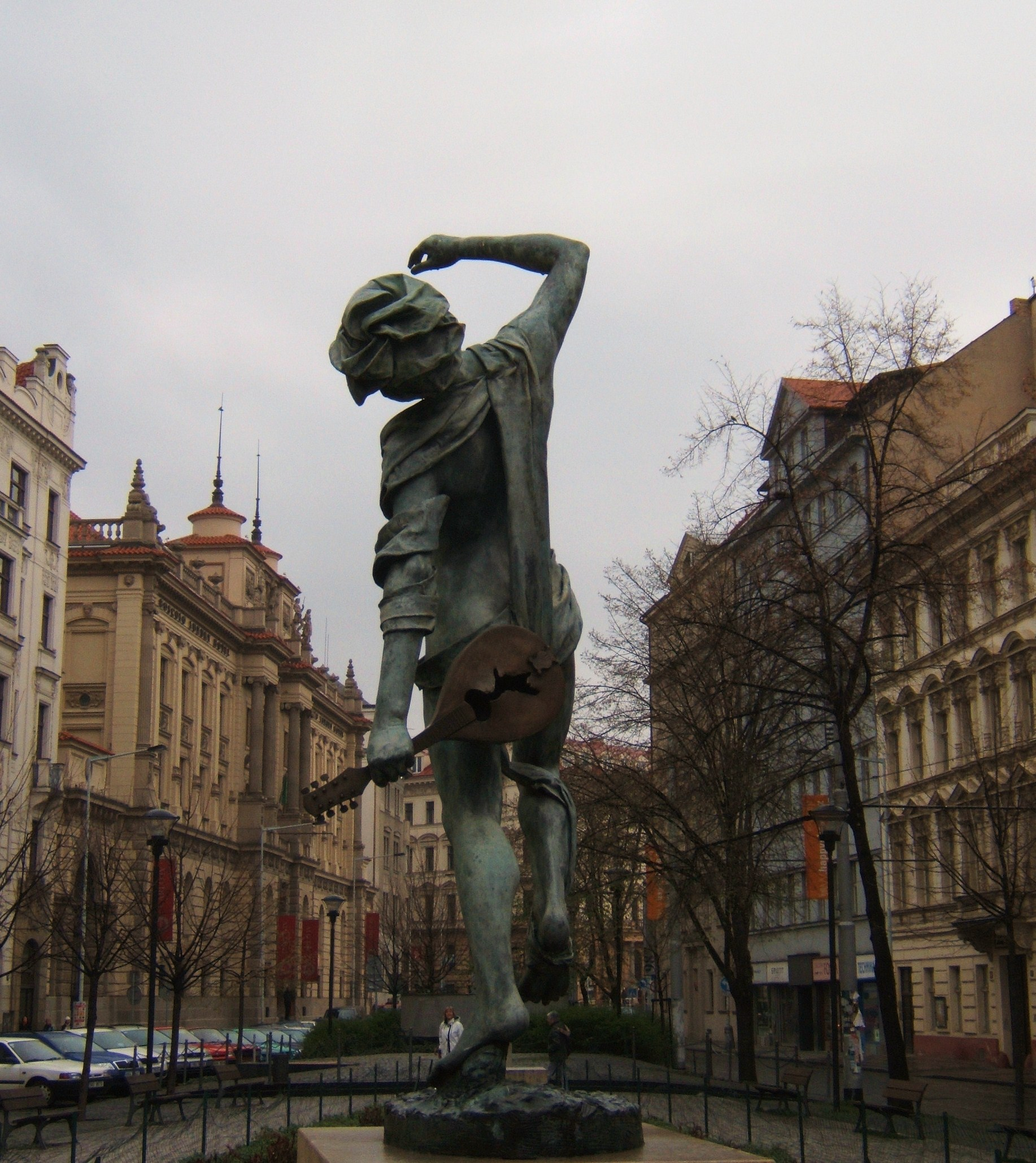